# Coordonnées ellipsoïdales
En géométrie de l'espace, les coordonnées ellipsoïdales sont un système de coordonnées orthogonales tridimensionnelles {\displaystyle (\lambda ,\mu ,\nu )} qui généralise le système de coordonnées elliptiques bidimensionnelles. Contrairement à la plupart des systèmes de coordonnées orthogonales tridimensionnelles qui présentent des surfaces de coordonnées quadratiques, le système de coordonnées ellipsoïdales est basé sur des quadriques confocales .

## Formules de base
Les coordonnées cartésiennes {\displaystyle (x,y,z)} peuvent être générées à partir des coordonnées ellipsoïdales {\displaystyle (\lambda ,\mu ,\nu )} par les équations
{\displaystyle x^{2}={\frac {\left(a^{2}+\lambda \right)\left(a^{2}+\mu \right)\left(a^{2}+\nu \right)}{\left(a^{2}-b^{2}\right)\left(a^{2}-c^{2}\right)}}}
{\displaystyle y^{2}={\frac {\left(b^{2}+\lambda \right)\left(b^{2}+\mu \right)\left(b^{2}+\nu \right)}{\left(b^{2}-a^{2}\right)\left(b^{2}-c^{2}\right)}}}
{\displaystyle z^{2}={\frac {\left(c^{2}+\lambda \right)\left(c^{2}+\mu \right)\left(c^{2}+\nu \right)}{\left(c^{2}-b^{2}\right)\left(c^{2}-a^{2}\right)}}}
où les limites suivantes s'appliquent aux coordonnées
{\displaystyle -\lambda <c^{2}<-\mu <b^{2}<-\nu <a^{2}.}
Par conséquent, les surfaces à {\displaystyle \lambda } constant sont des ellipsoïdes
{\displaystyle {\frac {x^{2}}{a^{2}+\lambda }}+{\frac {y^{2}}{b^{2}+\lambda }}+{\frac {z^{2}}{c^{2}+\lambda }}=1,}
alors que les surfaces à {\displaystyle \mu } constant sont des hyperboloïdes à une nappe
{\displaystyle {\frac {x^{2}}{a^{2}+\mu }}+{\frac {y^{2}}{b^{2}+\mu }}+{\frac {z^{2}}{c^{2}+\mu }}=1,}
parce que le dernier terme du côté gauche est négatif et que les surfaces sont constantes {\displaystyle \nu } sont des hyperboloïdes à deux nappes
{\displaystyle {\frac {x^{2}}{a^{2}+\nu }}+{\frac {y^{2}}{b^{2}+\nu }}+{\frac {z^{2}}{c^{2}+\nu }}=1}
parce que les deux derniers termes du côté gauche sont négatifs.
Le système orthogonal de quadriques utilisé pour les coordonnées ellipsoïdales est constitué de quadriques confocales (de mêmes foyers).

## Facteurs d'échelle et opérateurs différentiels
Pour plus de concision dans les équations ci-dessous, on introduit une fonction
{\displaystyle S(\sigma )\ {\stackrel {\mathrm {def} }{=}}\ \left(a^{2}+\sigma \right)\left(b^{2}+\sigma \right)\left(c^{2}+\sigma \right)}
où {\displaystyle \sigma } peut désigner l'une des trois variables {\displaystyle (\lambda ,\mu ,\nu )} . En utilisant cette fonction, les facteurs d'échelle peuvent être écrits
{\displaystyle h_{\lambda }={\frac {1}{2}}{\sqrt {\frac {\left(\lambda -\mu \right)\left(\lambda -\nu \right)}{S(\lambda )}}},\ h_{\mu }={\frac {1}{2}}{\sqrt {\frac {\left(\mu -\lambda \right)\left(\mu -\nu \right)}{S(\mu )}}},\ h_{\nu }={\frac {1}{2}}{\sqrt {\frac {\left(\nu -\lambda \right)\left(\nu -\mu \right)}{S(\nu )}}}}
Par conséquent, l'élément de volume infinitésimal est égal à
{\displaystyle dV={\frac {\left(\lambda -\mu \right)\left(\lambda -\nu \right)\left(\mu -\nu \right)}{8{\sqrt {-S(\lambda )S(\mu )S(\nu )}}}}\,d\lambda \,d\mu \,d\nu }
et le Laplacien est défini par
{\displaystyle \nabla ^{2}\Phi ={\frac {4{\sqrt {S(\lambda )}}}{\left(\lambda -\mu \right)\left(\lambda -\nu \right)}}{\frac {\partial }{\partial \lambda }}\left[{\sqrt {S(\lambda )}}{\frac {\partial \Phi }{\partial \lambda }}\right]+{\frac {4{\sqrt {S(\mu )}}}{\left(\mu -\lambda \right)\left(\mu -\nu \right)}}{\frac {\partial }{\partial \mu }}\left[{\sqrt {S(\mu )}}{\frac {\partial \Phi }{\partial \mu }}\right]+{\frac {4{\sqrt {S(\nu )}}}{\left(\nu -\lambda \right)\left(\nu -\mu \right)}}{\frac {\partial }{\partial \nu }}\left[{\sqrt {S(\nu )}}{\frac {\partial \Phi }{\partial \nu }}\right]}
D'autres opérateurs différentiels tels que {\displaystyle \nabla \cdot \mathbf {F} } et {\displaystyle \nabla \times \mathbf {F} } peuvent être exprimés dans les coordonnées {\displaystyle (\lambda ,\mu ,\nu )} en substituant les facteurs d'échelle dans les formules générales trouvées dans les coordonnées orthogonales.

## Paramétrisation angulaire
Il existe une paramétrisation alternative qui suit de près la paramétrisation angulaire des coordonnées sphériques :
{\displaystyle x=as\sin \theta \cos \phi ,}
{\displaystyle y=bs\sin \theta \sin \phi ,}
{\displaystyle z=cs\cos \theta .}
Ici, {\displaystyle s>0} paramétrise les ellipsoïdes concentriques autour de l'origine et {\displaystyle \theta \in [0,\pi ]} et {\displaystyle \phi \in [0,2\pi ]} sont respectivement les angles polaires et azimutaux classiques des coordonnées sphériques. L'élément de volume correspondant est
{\displaystyle dx\,dy\,dz=abc\,s^{2}\sin \theta \,ds\,d\theta \,d\phi .}